# Liste der Pfarren im Dekanat Pregarten
Das Dekanat Pregarten war ein Dekanat der römisch-katholischen Diözese Linz. Es wurde 2021 aufgelöst und die Pfarren den Dekanaten Gallneukirchen, Perg und Unterweißenbach zugeordnet.

## Pfarren mit Kirchengebäuden und Kapellen
| Ort                      | Pfarrverband             | Ink.                   | Patrozinium             | Kirchengebäude und Kapellen                                                                            | Bild                      |
| Bad Zell                 | Pregarten                |                        | Hl. Johannes der Täufer | Pfarrkirche Bad Zell                                                                                   | Pfarrkirche Bad Zell      |
| Hagenberg im Mühlkreis   | Pregarten                |                        | Hl. Josef               | Pfarrkirche Hagenberg im Mühlkreis Schlosskapelle Hagenberg                                            |                           |
| Katsdorf                 | St. Georgen an der Gusen | Sankt Florian (CanReg) | Hl. Vitus               | Pfarrkirche Katsdorf                                                                                   | Pfarrkirche Katsdorf      |
| Pregarten                | Pregarten                |                        | Hl. Anna                | Pfarrkirche Pregarten Kapelle der Burg Reichenstein                                                    | Pfarrkirche Pregarten     |
| Ried in der Riedmark     | St. Georgen an der Gusen | Sankt Florian (CanReg) | Hl. Remigius            | Pfarrkirche Ried in der Riedmark Filialkirche Niederzirking, Kapelle im Schloss Marbach                | Pfarrkirche Ried          |
| St. Georgen an der Gusen | St. Georgen an der Gusen |                        | Hl. Georg               | Pfarrkirche St. Georgen an der Gusen                                                                   | Pfarrkirche Sankt Georgen |
| Tragwein                 | Pregarten                |                        | Hll. Petrus und Paulus  | Pfarrkirche Tragwein Hauskapelle am Greisinghof                                                        | Pfarrkirche Tragwein      |
| Wartberg ob der Aist     | Pregarten                |                        | Mariä Himmelfahrt       | Pfarrkirche Wartberg ob der Aist Wenzelskirche, Starhembergische Gruftkapelle, Kapelle im Schloss Haus | Pfarrkirche Wartberg      |

## Dekanat Pregarten
Das Dekanat umfasste acht Pfarren.